# Friedrich-August-Medaille

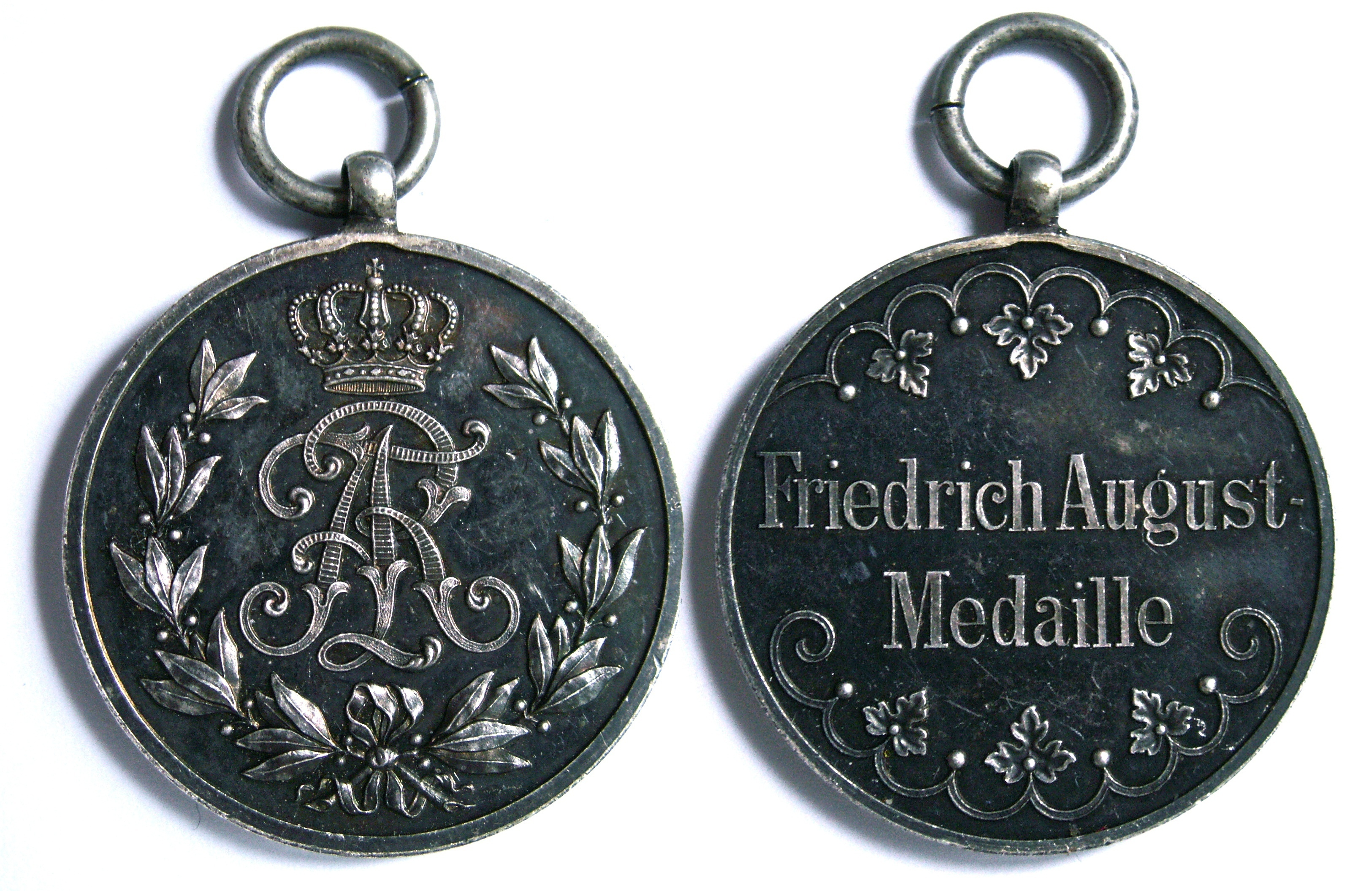
Friedrich-August-Medaille, Ausführung in Silber

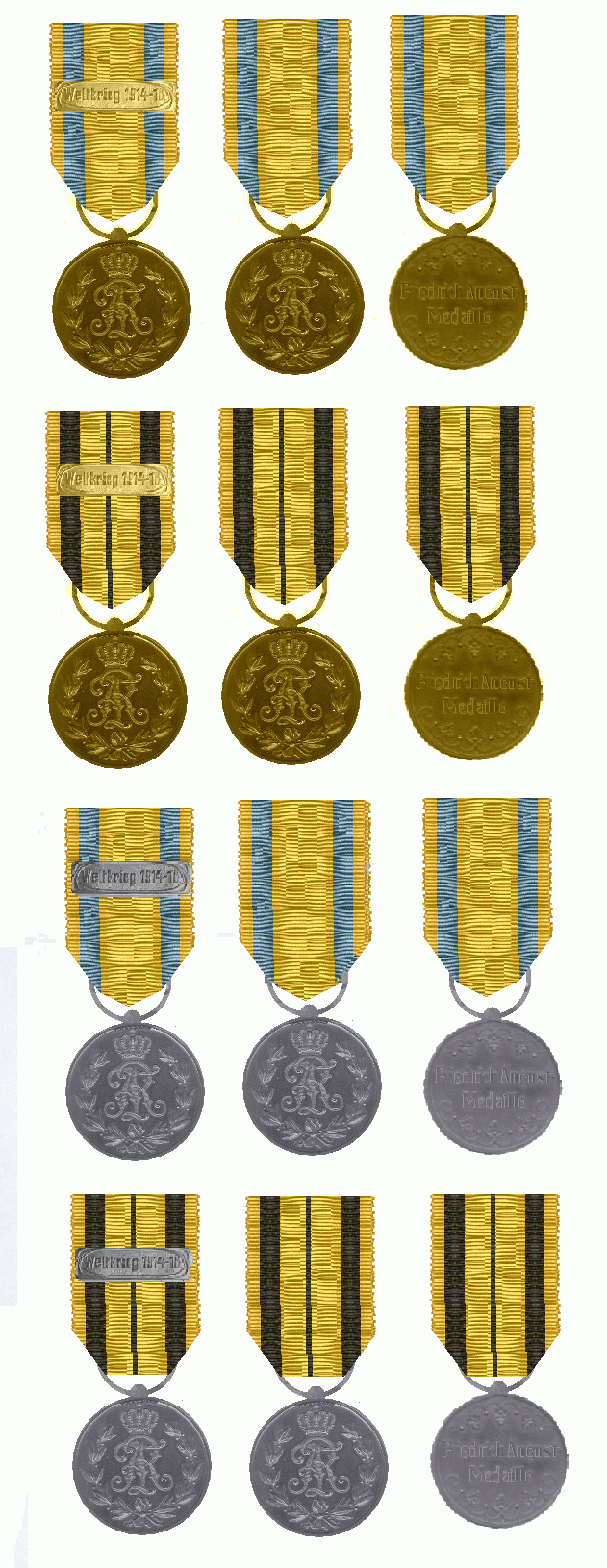
Friedrich-August-Medaille

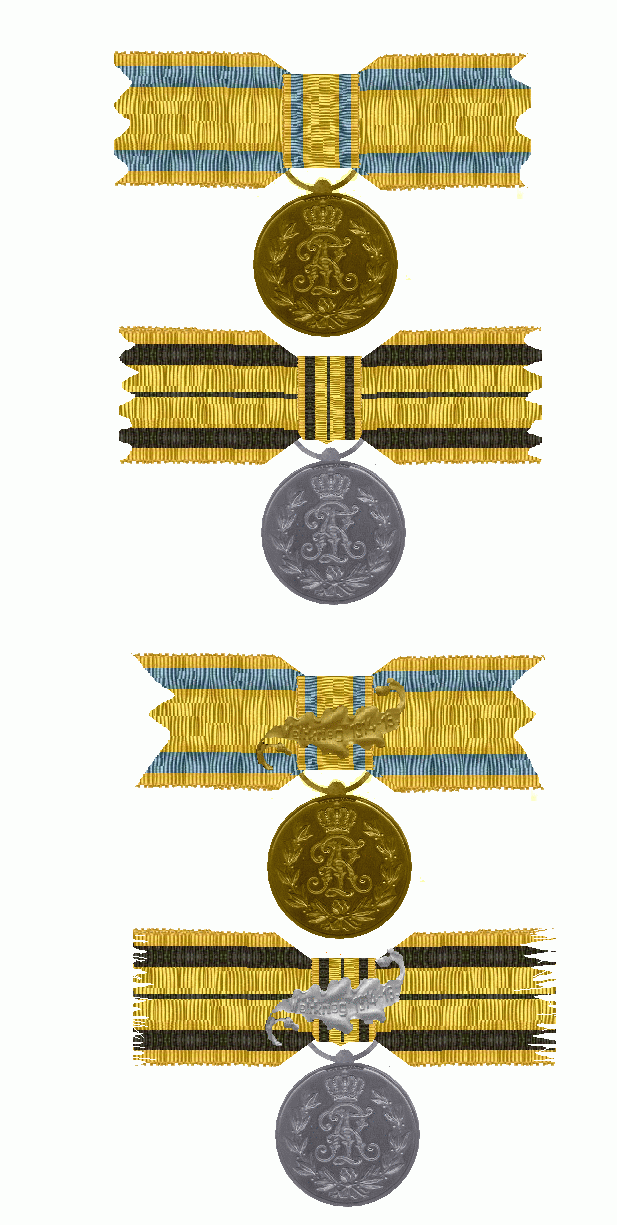
Friedrich-August-Medaille

Die Friedrich-August-Medaille wurde durch König Friedrich August III. von Sachsen am 23. April 1905 gestiftet. Sie wurde verliehen „zur Anerkennung verdienstlicher Leistungen bei Mannschaften vom Feldwebel abwärts und diesen im Range gleichstehenden Zivilpersonen im Kriege und Frieden“.

## Stufen
Die Medaille in Bronze konnte an alle Dienstgrade bis Gefreiter und in Silber ab Unteroffizier zur Verleihung gebracht werden.
Höhere Dienstgrade erhielten die Militär-St.-Heinrichs-Medaille und/oder den Militär-St.-Heinrichs-Orden.

## Aussehen
Die Auszeichnung ist eine aus Bronze oder aus bronziertem Eisen gefertigte bzw. silberne runde Medaille mit einem Durchmesser von ca. 28 mm. Die bronzene Medaille hatte ein Gewicht von 11,4 g, die silberne Medaille wog 12,5 g. Sie zeigt die verschlungenen und von einer Krone überragten Buchstaben  F A R  (Friedrich August Rex). Die Chiffren sind von einem nach oben offenen und unten zusammen gebundenen Lorbeerkranz umschlossen. Im Revers die zweizeilige Inschrift  Friedrich August-Medaille . Über und unter der Inschrift sind jeweils Ornamente zu sehen.

## Trageweise
Die im Frieden (von 1905 bis 1914) verliehenen Friedrich-August-Medaillen wurden an einem gelben Band mit einem schwarzen Seitenstreifen und einem schmaleren schwarzen Mittelstreifen an der linken Brustseite getragen.
Getragen wurde die Kriegs-Medaille (verliehen von 1914 bis 1918) an einem gelben Band mit einem hellblauen Seitenstreifen auf der linken Brustseite. Weibliche Personen trugen die Auszeichnung an einer Damenschleifen.

## Hersteller und Prägezahlen
Die bronzenen Medaillen wurden von 1905 bis 1907 von Scharffenberg in Dresden geprägt. Ab 1908 prägte die königlich sächsische Münzprägestätte in Muldenhütten die Medaillen. Es wurden dort bis 1918 240.750 bronzene Medaillen und 11.500 Medaillen in (bronziertem) Eisen geprägt.
Auch die silbernen Medaillen wurden von 1905 bis 1907 von Scharffenberg in Dresden geprägt. Ab 1908 prägte die Münze Muldenhütten auch die silbernen Medaillen. Dort wurden bis 1918 90.400 silberne Medaillen geprägt. Es kommen auch Medaillen in Bronze versilbert vor.
Die Stempel fertigte Max Barduleck, Medailleur der sächsischen Staatsmünze in Dresden und nach deren Verlegung in Muldenhütten.
Mit der Medaille wurde eine Verleihungsurkunde überreicht.